# José María Morelos (municipalité)
Pour les articles homonymes, voir José María Morelos (homonymie).
José María Morelos est l'une des municipalités qui composent l'État de Quintana Roo au Mexique. Nommée d'après José María Morelos, le siège municipal se trouve dans la ville de José María Morelos.